# بيرسي وايتهاوس
بيرسي وايتهاوس (1 أغسطس 1893 - 24 سبتمبر 1959) (بالإنجليزية: Percy Whitehouse)‏ هو لاعب كريكت بريطاني (وحمل سابقاً جنسية المملكة المتحدة لبريطانيا العظمى وأيرلندا).